# Mogiła (Pogórze Rożnowskie)
Mogiła (478 m) –  szczyt Pogórza Rożnowskiego. Znajduje się w wąskim i długim jego paśmie rozciągającym się przez całą szerokość Pogórza Rożnowskiego, od Czchowa nad Dunajcem na zachodzie po Gromnik nad Białą na wschodzie. Pasmo to stanowi pierwsze znaczne wypiętrzenie pogórskie nad Kotliną Zakliczyńską Dunajca. W kolejności od zachodu na wschód wyróżnia się w nim szczyty: Habalina, Czubica, Mogiła, Styr Północny i Południowy, Olszowa, Suchą Górę Zachodnią i Suchą Górę.
Mogiła to całkowicie zalesiony szczyt środkowej części tego pasma, pomiędzy przełomowymi dolinami potoków Rudzianka na zachodzie i Paleśnianka na wschodzie.  Wznosi się nad miejscowościami Ruda Kameralna, Borowa, Stróże, Wola Stróska i Zdonia. Wzdłuż doliny Paleśnianki, pomiędzy Mogiłą a Styrem przebiega droga wojewódzka nr 975. 
W pobliżu szczytu Mogiły stoi drewniany szałas dawnego polowego szpitala partyzanckiego zwany "szpitalikiem leśnym". W czasie II wojny światowej ranni partyzanci oddziału Armii Krajowej oraz ich lekarz Władysław Mossoczy przebywający w leśnym szałasie będącym prowizorycznym szpitalem wojennym zostali zaskoczeni i wymordowani przez okupanta. Pochowano ich w zbiorowej mogile.
Dla upamiętnienia tego miejsca, Koło Światowego Związku Armii Krajowej, wybudowało obok szpitalika pomnik pamięci poległych partyzantów odsłonięty 5 października 1986 roku. Na szałasie umieszczono tablicę z następującym tekstem: "... W tym miejscu dnia 5.X.1944 z rąk hitlerowskich barbarzyńców polegli na polu chwały lekarz i pacjenci partyzanckiego szpitala: 1) Władysław Mossoczy, 2) Franciszek Baca, 3) N.Gajda 4) Władysław Chrzan 5) Franciszek Pitala, 6) Franciszek Świerczek, 7) Piotr Wolak 8) N. Gącelik, 9) Bolesław Wołek 10) N.N podpisano – Społeczeństwo Ziemi Zakliczyńskiej 9. V. 1974 roku."
Odbywają się tu co roku polowe msze św. poświęcone pamięci poległych partyzantów. Dotarcie do "szpitalika" jest znacznie utrudnione po opadach deszczu.
Kilkadziesiąt metrów na południe od szpitalika (drogowskaz oraz dojściowe znaki zielone – ok. 15 min.) znajduje się kolejne miejsce pamięci narodowej. Drewniany Krzyż, miejsce martyrologii, opatrzony tabliczką: "... W tym miejscu 5. X. 1944 poległ w walce z niemieckim SS – Władysław Mossoczy, absolwent medycyny UJ, jako lekarz batalionu Armii Krajowej...".
Szlak turystyczny
 Piaski-Drużków (prom) – Głowaczka – Ruda Kameralna – Mogiła – Styr – Olszowa – Sucha Góra Zachodnia – Sucha Góra – Polichty